# Комачков, Рустам Рифатович
Рустам Рифатович Комачков (тат. Рөстәм Рифат улы Комачков)(род. 1969) — российский виолончелист, постоянный участник фестивалей «Декабрьские вечера Святослава Рихтера», «Международный фестиваль органистов им. Микаэла Таривердиева», «Левитановский фестиваль в Плёсе», российско-финский фестиваль «В сторону Выборга». Лауреат российских и международных конкурсов.

## Биография
Родился в семье контрабасиста Рифата Курбановича Комачкова. По национальности наполовину татарин. Играет на виолончели с 7 лет. Проходил обучение в музыкальной школе им. Гнесиных, Московской консерватории по классу профессора В. Я. Фейгина, в аспирантуре в классе А. А. Князева и там же в классе камерного ансамбля под руководством профессора А. А. Мельникова (1988—1995 гг.). Совершенствовал мастерство у Наталии Гутман. Вместе с Дмитрием Винником и Святославом Морозом был участником Гутман-трио.

## Сотрудничество
С дирижерами: А.Сладковским, Д.Ивенским,  В.Вербицким, Ю.Кочневым, Т.Курентзисом, К. Кримцом, Р.Абдуллаевым, И.Фроловым, М.Рахлевским, А. Рыбалко, В. Булаховым, С. Оселковым.

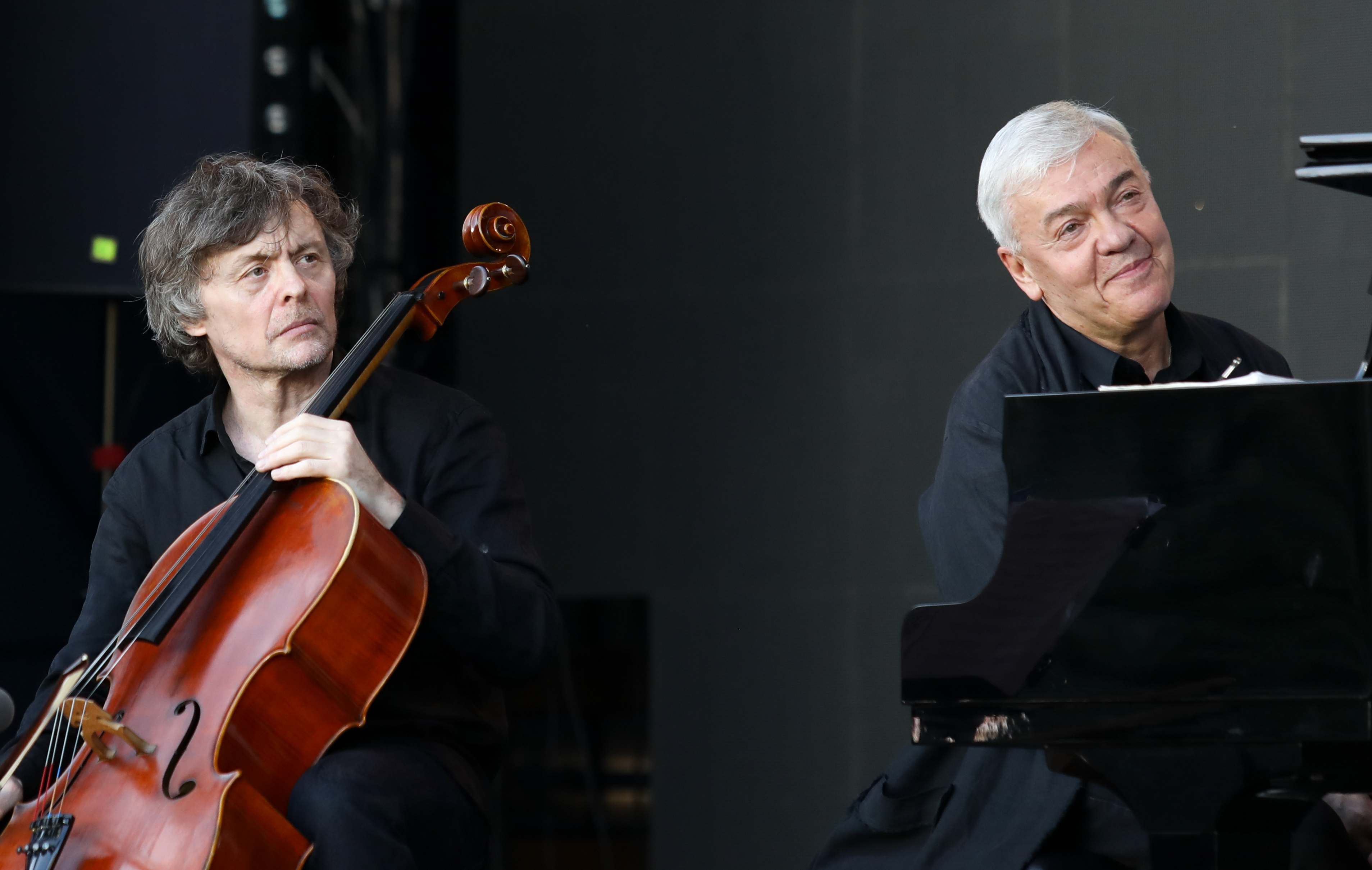
Рустам Комачков и Алексей Гориболь на фестивале «Красная площадь» – 2024

## Премии и заслуги
Лауреат Всероссийского конкурса виолончелистов, Международного конкурса камерных ансамблей в Верчелли (Италия) и Кальтанисетте (Италия), Первой премии (1993) на международном конкурсе в Трапани (Италия).

## Фестивали
Выступал на фестивалях «Декабрьские вечера Святослава Рихтера», «Дягилевский фестиваль» в Перми, «Левитановский фестиваль» в Плесе, Российско-финский фестиваль «В сторону Выборга», «Собиновский фестиваль» в Саратове, фестиваль современной музыки «Московская осень», Международный фестиваль камерной музыки в Курессааре (Эстония), Международный фестиваль им. М.Таривердиева (Калининград). Участник российских кинофестивалей: «Кинотавр», «Окно в Европу» и «Дух огня», а с 2012 года принимает участие и в «Музыкальных вечерах» при МАММ.

## Работа в настоящее время
В репертуаре музыканта 16 концертов для виолончели с оркестром, исполнение камерной музыки, произведений композиторов XX века, а также исполнение произведений для скрипки - такие как «Чакона» И.С.Баха и «Цыганские напевы» П.Сарасате.
К 2019 году Комачков выпустил 9 альбомов, записанных для фирм «Мелодия», Classical Records, SMS by Sonic-Solution и Bohemia Music.